# 私募
私募（Private placement）是一种不通过公开发行（公募）的方式募集的一种证券融资方式，但与私售（private offering）不同，多数向小规模特定投资人发行。
私人投资公开股票（PIPE，Private Investment in Public Equity）交易只是私募的一种方式。备用股本分配协议（SEDA，Standby Equity Distribution Agreement）也是私募的一种方式。私募常常是比公募更廉价的资本来源。

## 中国

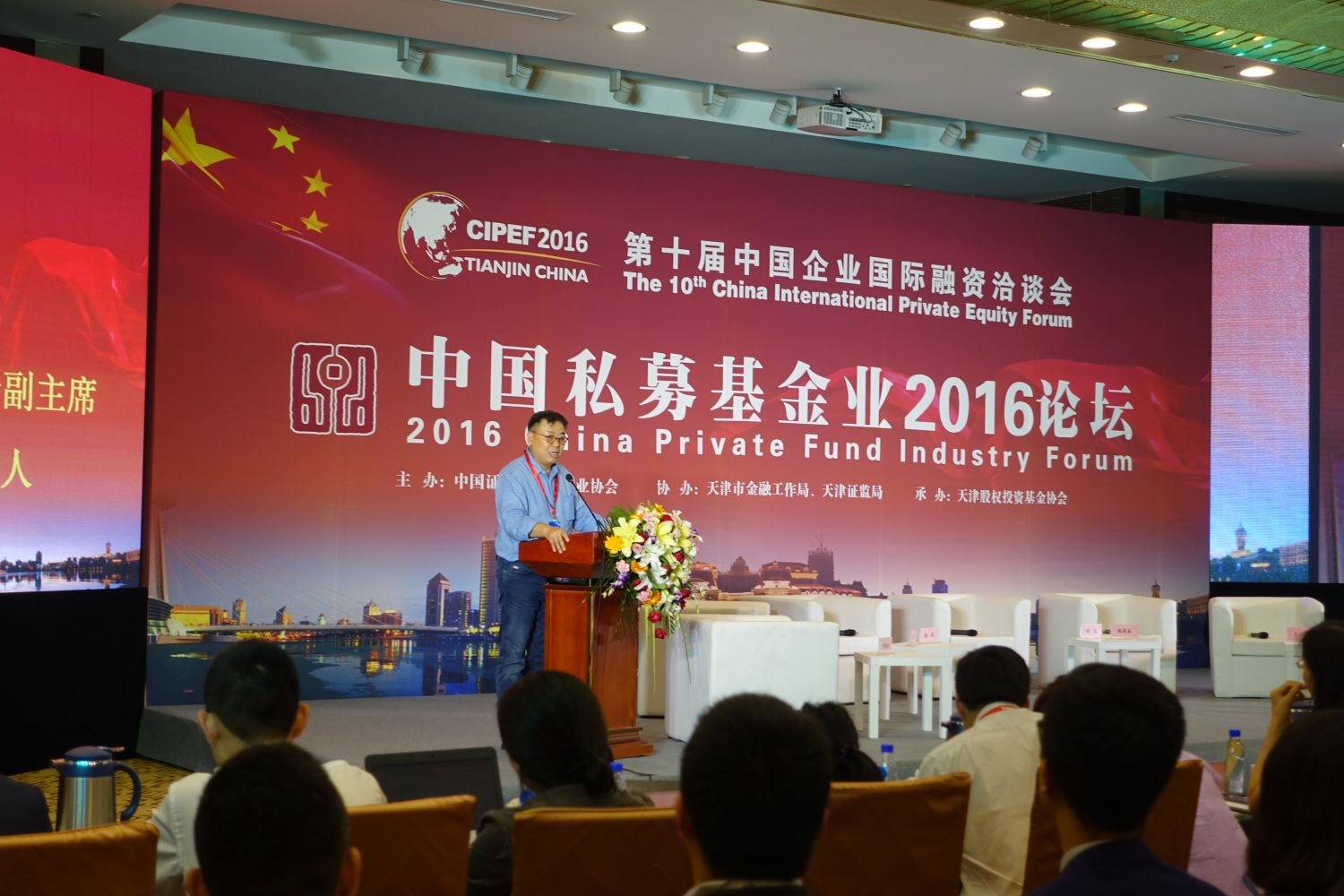
在天津举办的中国私募基金业论坛

中国的私募基金是在1992年前后出现的，此时期的私募基金多来自境外，后在1997年左右因中国的体制问题和政府行政干预而相继撤离或解散。1999年因互联网行业的兴起而相继出现，2004年以后逐渐出现较为成功的私募基金。